# Стефан Джорджевич
Стефан Джорджевич (серб. Стефан Ђорђевић / Stefan Đorđević, нар. 13 березня 1991, Новий Сад) — сербський футболіст, захисник клубу «Воєводина».
Виступав також за клуби «Црвена Звезда» та «Катанія».

## Ігрова кар'єра
Народився 13 березня 1991 року в місті Новий Сад. Вихованець футбольної школи клубу «Воєводина».
У дорослому футболі дебютував 2010 року виступами за команду «Пролетер», в якій провів два сезони, взявши участь у 23 матчах чемпіонату. 
Згодом з 2012 по 2014 рік грав у складі команд «Спартак-Златибор Вода», «Пролетер» та «Вождовац».
Своєю грою за останню команду привернув увагу представників тренерського штабу клубу «Црвена Звезда», до складу якого приєднався 2014 року. Відіграв за белградську команду наступний сезон своєї ігрової кар'єри.
Протягом 2015—2016 років захищав кольори клубу «Борац» (Чачак).
У 2016 році уклав контракт з клубом «Катанія», у складі якого провів наступні два роки своєї кар'єри гравця. 
Протягом 2018—2020 років захищав кольори клубів «Потенца» та «Раднички» (Ниш).
До складу клубу «Воєводина» приєднався 2020 року. Станом на 22 квітня 2024 року відіграв за команду з Нового Сада 93 матчі в національному чемпіонаті.